# 동덕로
동덕로(東德路)는 대구광역시도 제67호선의 일부로, 중구 대봉동 대구은행 대봉동지점 삼거리부터 동인동 동인네거리까지를 잇는 도로이다. 대구광역시도 제67호선의 기점은 동덕로의 기점과 같고, 동인네거리 북쪽으로 신암로로 이어진다.

## 교차점
- 삼거리 (명덕로)
- 삼덕네거리 (달구벌대로, ● 대구 도시철도 2호선 경대병원역)
- 네거리 (한국은행 대구지점)
- 종각네거리 (국채보상로, 국채보상운동기념공원)
- 동인네거리 (태평로, 신암로)

이하 신암로